# Gai Juli Cal·list
Gai Juli Cal·list (en llatí Caius Julius Callistus) era un llibert de Calígula, que va gaudir de força influència sobre l'emperador, però que quan es va veure amenaçat per la bogeria de l'emperador va prendre part a la conspiració que el va assassinar.
Sota Claudi també va exercir influència i encara que al principi era proper a Valèria Messal·lina després es va oposar als actes de l'emperadriu amb Gai Sili. Llavors va afavorir a Lòl·lia Paulina que volia esdevenir emperadriu, però no va reeixir, ja que Claudi es va casar amb Agripina que tenia el suport del llibert Pal·les. El metge Escriboni Llarg li va dedicar una obra seva, i per ell sabem el seu nom complet, Caius Julius Callistus.